# 4월 18일
4월 18일은 그레고리력으로 108번째(윤년일 경우 109번째) 날에 해당한다.

## 사건
- 796년 - 노섬브리아 왕국의 에설레드 1세가 코르브릿지(Corbridge)에서 살해되다.
- 1506년 - 성 베드로 대성당의 초석이 놓였다.
- 1518년 - 보나 스포르차가 폴란드 국왕 지그문트 1세의 두 번째 왕비로 선정되다.
- 1906년 - 샌프란시스코 대지진으로 1000명 이상이 사망하다.
- 1942년 - 제2차 세계 대전: 미 육군 지미 둘리틀 중령의 지휘하에 B-25 미첼 폭격기 16대가 도쿄, 요코하마, 요코스카, 오사카, 와카야마, 고베, 나고야, 욧카이치, 가와사키 등 일본의 주요 도시를 폭격한 이른바 둘리틀 공습이 실행됨. 이 작전으로 일본은 사상자 363명, 가옥파괴 약 350동의 손해를 입었다.
- 1951년 - 파리조약이 맺어짐으로써 ECSC가 발족됐다.
- 1955년 - 아시아·아프리카회의가 반둥에서 개막하다.
- 1960년 - 대한민국에서 고려대학생 피습 사건 발생.
- 1980년 - 짐바브웨 공화국이 세워지다.
- 2000년 - 임수혁이 경기 도중 심장 부정맥으로 인한 발작으로 쓰러지다.
- 2008년 - 대한민국 한미 쇠고기 협상 타결.
- 2014년 - 에베레스트산 해발 5,800m 지점 팝콘필드 눈사태(영어판)로 16명이 사망했다.

## 문화
- 1738년 - 스페인 마드리드에 왕립 역사 아카데미(스페인어판)가 설립되었다.
- 1831년 - 미국에서 앨라배마 대학교가 개교하였다.
- 1955년 - 대한민국의 작곡가 안익태에게 문화훈장이 수여되다.
- 1956년 - 미국의 영화배우 그레이스 켈리가 모나코의 레니에 3세와 결혼하였다.
- 1960년 - 서강대학교가 개교하다.
- 1983년 - 미국에서 케이블 TV 방송인 디즈니 채널이 방영을 시작하였다.
- 2000년 - 일본의 TV채널인 TV도쿄에서 TV 애니메이션 유희왕 듀얼몬스터즈가 첫 방영되었다.
- 2009년 - KBS TV 프로그램 가족오락관이 1237회로 종영일이자 25년 만에 폐지되었다.
- 2011년 - 넥슨의 허스키 익스프레스가 서비스를 공식적으로 중단했다.
- 2014년 - 킹스 아일랜드의 인버티드 코스터 〈밴시〉가 개장했다.
- 2015년 - 명탐정 코난의 명탐정 코난: 화염의 해바라기가 개봉했다.
- 2018년 - UTC 오후 10시 51분 미국 플로리다주 케이프커내버럴 공군 기지에서 우주망원경 TESS가 발사되었다.

## 탄생
- 359년 - 서로마 제국의 황제 그라티아누스. (~383년)
- 1611년 - 소현세자의 부인 민회빈 강씨.
- 1772년 - 영국의 경제학자 데이비드 리카도. (~1823년)
- 1907년 - 핀란드의 수학자 라르스 알포르스. (~1996년)
- 1917년 - 그리스 왕국의 국왕 하노버의 프레데리케. (~1981년)
- 1918년 - 프랑스의 영화평론가 앙드레 바쟁. (~1958년)
- 1920년 - 대한민국의 군인 김용국. (~1984년)
- 1923년
  - 대한민국의 교육 출신 정치인 김임식. (~2010년)
  - 미국의 심리학자 프레더릭 허즈버그. (~2000년)
- 1927년 - 미국의 정치학자 새뮤얼 헌팅턴. (~2008년)
- 1930년 - 뉴질랜드의 배우 클라이브 레빌.
- 1932년 - 대한민국의 군인 출신 기업인 겸 정치가 이인구. (~2017년)
- 1933년 - 대한민국의 정치인 오세응. (~2019년)
- 1934년 - 미국의 영화배우, 사업가 제임스 드러리. (~2020년)
- 1937년
  - 대한민국의 작사가 정두수. (~2016년)
  - 에드 패리시 샌더스. (~2022년)
- 1941년 - 대한민국의 만화가, 에니메이션, 영화 감독 김청기.
- 1943년 - 일본의 전 프로 야구 선수 기토 히로시.
- 1947년
  - 대한민국의 배우 현석.
  - 미국의 배우, 프로듀서 제임스 우즈.
  - 폴란드의 배우 예지 스투흐르. (~2024년)
  - 대한민국의 정치가 이시종.
- 1949년 - 미국의 수학자 찰스 페퍼먼.
- 1950년 - 러시아의 피아니스트 그리고리 소콜로프.
- 1956년
  - 미국의 배우 멜로디 토마스 스콧.
  - 미국의 배우 에릭 로버츠.
- 1958년 - 스페인의 전 축구 선수 산티아고 우르키아가.
- 1960년 - 미국의 프로레슬링 선수 스티브 롬바디.
- 1961년
  - 대한민국의 야구 코치, 야구 해설가 이순철.
  - 대한민국의 정치인 민홍철.
- 1962년 - 대한민국의 가수 민해경.
- 1963년
  - 미국의 희극인 겸 방송인 코난 오브라이언.
  - 미국의 드러머 마이크 맨지니.
- 1964년 - 미국의 전 권투 선수 폴 곤잘러스.
- 1969년 - 일본의 전 황족 구로다 사야코.
- 1970년
  - 대한민국의 양궁 선수 김경욱.
  - 대한민국의 배우 송영규. (~2025년)
  - 대한민국의 범죄자 유영철.
- 1971년 - 영국의 배우 데이비드 테넌트.
- 1972년
  - 대한민국의 희극인 고명환.
  - 대한민국의 가수 김성재 (듀스). (~1995년)
  - 미국의 배우 겸 영화감독 일라이 로스.
- 1973년
  - 대한민국의 재즈 가수 웅산.
  - 에티오피아의 전 육상 선수 하일레 게브르셀라시에.
- 1974년
  - 대한민국의 기업인 이병하.
  - 프랑스의 좌파 정치가 올리비에 브장스노.
  - 영국의 영화감독 에드거 라이트.
  - 대한민국의 CJ ENM의 성우, 문학 작가, 만화가, 웹툰 작가, 일러스트, 웹소설 작가, SBS의 아나운서 이도혁.
- 1975년
  - 대한민국의 성우 정재헌.
  - 대한민국의 배우 이종박.
- 1977년 - 아랍에미리트의 기업인 술라이만 알 파힘.
- 1978년 - 대한민국의 희극인 조윤호.
- 1979년
  - 대한민국의 기자 오대영.
  - 미국의 방송인 코트니 카다시안.
  - 대한민국의 희극인 오지헌.
- 1980년
  - 대한민국의 가수 노블레스.
  - 캐나다의 전 아이스하키 선수 로빈 레기어.
- 1981년
  - 대한민국의 가수 강균성 (노을).
  - 대한민국의 희극인 김수미.
- 1982년
  - 대한민국의 배우 이서이. (~2025년)
  - 아일랜드의 권투 선수 대런 서덜랜드. (~2009년)
- 1983년
  - 대한민국의 축구 선수 장남석.
  - 베네수엘라의 야구 선수 미겔 카브레라.
- 1984년
  - 카메룬의 격투기 선수 라모우 티에리 소쿠주.
  - 미국의 배우 아메리카 페레라.
  - 대한민국의 전 농구 선수 정병국.
  - 일본의 축구 선수 히다 사토시.
  - 일본의 가수 이케다 히데후미.
- 1985년
  - 몽골의 권투 선수 푸레우도르징 세르담바.
  - 일본의 성우 시마무라 유우.
  - 폴란드의 축구 선수 우카시 파비안스키.
- 1986년 - 대한민국의 의원 이정현.
- 1987년
  - 영국의 모델, 배우 로지 헌팅턴화이틀리.
  - 오스트레일리아의 싱어송라이터 서맨사 제이드.
- 1988년
  - 포르투갈의 축구 선수 클라우디아 네투.
  - 영국의 배우 버네사 커비.
  - 대한민국의 배우 김소라.
  - 대한민국의 아나운서 박상연.
- 1989년
  - 대한민국의 가수, 디자이너 제시카.
  - 대한민국의 전 야구 선수 김종훈.
- 1990년
  - 미국의 배우 브릿 로버트슨.
  - 폴란드의 축구 선수 보이치에흐 슈치에스니
  - 대한민국의 배우, 가수 곽희성.
  - 이탈리아의 수영 선수 루카 도토.
- 1992년
  - 독일의 축구 선수 제니페르 머로잔.
  - 미국의 배우,가수 클로이 베넷.
  - 대한민국의 축구 선수 원창연.
- 1993년
  - 독일의 스노보드 선수 슈테판 바우마이스터.
  - 일본의 프로 야구 선수 다카야마 슌.
- 1994년
  - 대한민국의 배우 남민우.
  - 미국의 배우 모이세스 아리아스.
  - 미국의 가수 아미네.
  - 대한민국의 배우 정태리.
  - 아르헨티나의 축구 선수 루카스 로메로.
- 1995년
  - 벨기에의 축구 선수 디보크 오리기.
  - 대한민국의 양궁 선수 이승윤.
  - 대한민국의 배우, 모델 조혜주.
- 1996년
  - 대한민국의 야구 선수 김만수.
  - 네덜란드의 축구 선수 덴젤 둠프리스.
  - 대한민국의 야구 선수 전상현.
- 1997년
  - 네델란드의 축구 선수 도니 판 더 베이크.
  - 대한민국의 배우 홍사빈.
- 1998년 - 대한민국의 축구 선수 김민성.
- 2000년 - 대한민국의 모델, BJ, 전 영화배우, 전 가수 채승하. (바바)
- 2001년
  - 대한민국의 가수 김호연.
- 2002년 - 대한민국의 배우 주한띠.
- 2007년 - 베네수엘라의 가수 에밀리 갈라비즈.
- 2009년 - 대한민국의 배우, 모델, 유튜버 김민서.

### 미상
- 대한민국의 가수 박소연. (비쥬)

## 사망
- 943년 - 일본 헤이안 시대의 귀족, 시인 후지와라노 아쓰타다. (906년~)
- 1005년 - 베트남 레 왕조의 창건자 레호안. (941년~)
- 1587년 - 영국의 역사학자 존 폭스. (1516년~)
- 1674년 - 영국의 통계학자 존 그란트. (1620년~)
- 1853년 - 미국의 부통령 윌리엄 R. 킹. (1786년~)
- 1898년 - 프랑스의 상징주의 화가 귀스타브 모로. (1826년~)
- 1943년 - 일본의 군인 야마모토 이소로쿠. (1884년~)
- 1945년 - 영국의 물리학자 존 앰브로즈 플레밍. (1849년~)
- 1955년 - 독일의 물리학자 알베르트 아인슈타인. (1879년~)
- 1958년 - 프랑스의 군인 모리스 가믈랭. (1872년~)
- 2011년 - 대한민국의 모델 김유리. (1989년~)
- 2018년
  - 대한민국의 정치인 김상현. (1935년~)
  - 이탈리아의 프로레슬링 선수 브루노 삼마르티노. (1935년~)
- 2019년 - 중국의 민주화 운동가 장젠. (1970년~)
- 2021년 - 터키의 군인 네즈데트 위루으. (1921년~)
- 2022년 - 영국의 작곡가 해리슨 버트위슬. (1934년~)
- 2023년
  - 대한민국의 배우 이계영. (1953년~)
  - 미국의 목사 찰스 스텐리. (1953년~)
- 2024년
  - 대한민국의 정치인 오세봉. (1957년~)
  - 일본의 성우 야마모토 케이코. (1943년~)
  - 대한민국의 언론인 홍세화. (1947년~)
  - 미국의 가수 맨디사. (1976년~)
- 2025년
  - 일본의 야구선수 고야마 마사아키. (1934년~)
  - 일본의 정치인 이와쿠라 히로후미. (1950년~)
  - 크로아티아의 축구인 니콜라 포크리바치. (1985년~)

## 기념일
- 독립 기념일: 짐바브웨, 1980년 영국으로부터 독립

## 같이 보기
- 전날: 4월 17일 다음날: 4월 19일 - 전달: 3월 18일 다음달: 5월 18일
- 음력: 4월 18일
- 모두 보기